# Verlan
Pour les articles ayant des titres homophones, voir Verlans et Verlant.

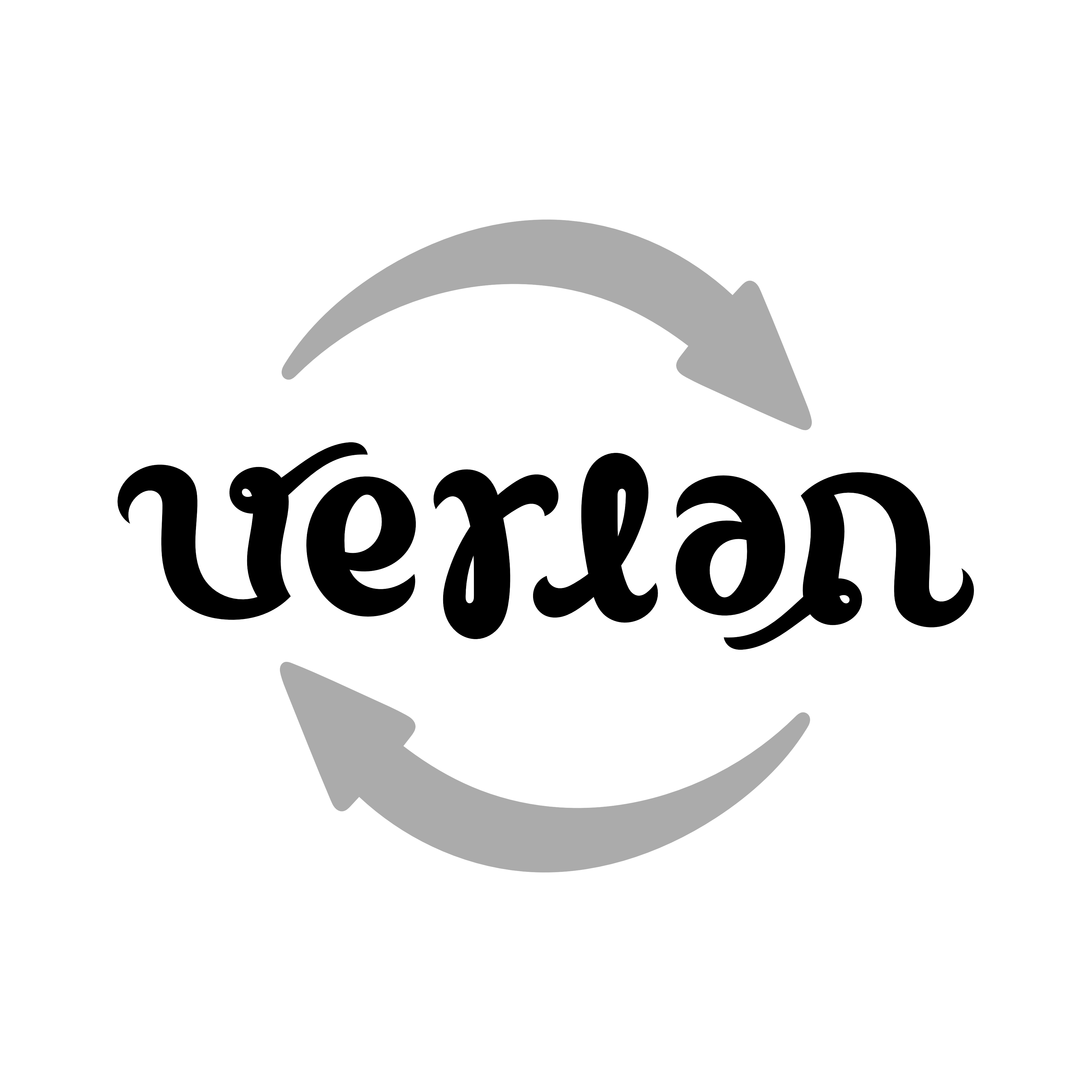
Ambigramme verlan

Le verlan est une forme d'argot français qui consiste en l'inversion des syllabes d'un mot, parfois accompagnée d'« élision », un type d'apocope (afin d'éviter certaines impossibilités phonologiques). C'est en inversant les syllabes de la locution adverbiale (à) l'envers que le terme de verlan a été créé. On parle de formes verlanisées pour caractériser les vocables du verlan.
Sans être connues sous le nom de verlan, les formes de métathèses en français les plus anciennes remontent au Moyen Âge et ont commencé à être utilisées par le peuple à partir du XVIe siècle mais l'usage du verlan s'est particulièrement développé à partir de la Seconde Guerre mondiale. Initialement utilisé comme langage cryptique dans les milieux populaires, ouvriers et artisans de Paris et sa proche banlieue, il s'est rapidement répandu à toutes les classes de population, notamment grâce à son usage au cinéma et en musique.

## Histoire

Le mot pineco dérive de copine en verlan,.

Le verlan actuel s'est répandu en français depuis la deuxième moitié du XXe siècle mais l'inversion de lettres ou de syllabes, utilisée afin de créer un effet de style en littérature, date de plusieurs siècles. Cependant, les premières occurrences de verlan utilisées à l'oral afin de créer un langage cryptique, uniquement compréhensible par les initiés, sont difficiles à établir car peu de références historiques existent dans la littérature.
Les plus anciennes formes de métathèses et autres jeux de mots attestés remontent au XIIe siècle avec Le Roman de Tristan et Iseut où Béroul transforme le prénom de Tristan en Tantris. Cependant, il n'est pas établi si de telles formes étaient utilisées dans le langage courant.
C'est ensuite aux XVIe et XVIIe siècles que ces anagrammes et jeux de mots se sont multipliés. En 1690, Antoine Furetière, dans son Dictionnaire universel, donne pour définition de l'article « verjus » « On dit, c'est verjus ou jus vert pour dire : c'est la même chose », représente la forme la plus ancienne pouvant être assimilée avec certitude à du verlan. D'autres exemples apparaissent ensuite régulièrement dans la littérature.
C'est au cours des années 1800 que l'utilisation du verlan dans la communication orale apparaît. Dans Les Sources de l'argot ancien, Lazare Sainéan rapporte le cas d'une lettre de bagnard surnommé « La Hyène » ayant daté sa lettre par « Lontou, 1842 » au lieu de Toulon, indiquant que le verlan était utilisé dans le milieu carcéral. Tout au long du XIXe siècle, l'usage d'argot tels que le verlan ou le louchébem se répand dans le langage des prisonniers, des forçats et de la pègre, ainsi que dans les classes populaires, ouvriers et artisans de Paris et sa proche banlieue.
En 1867, l'inversion de l'ordre des mots de la phrase ou des lettres du mot a été proposé comme technique pour faire parvenir un message télégraphique secret.
Certains auteurs suggèrent que l'usage du verlan a connu une recrudescence durant l'Occupation mais ce n'est qu'à partir des années 1970 que son usage s'est répandu, l'apparition du terme verlan était elle-même datée à 1950[réf. nécessaire]. C'est Auguste Le Breton qui, dès 1953, avec son roman policier Du rififi chez les hommes introduit le verlan, alors écrit verlen, en littérature policière. D'après le Trésor de la langue française informatisé, l'orthographe « verlan » est attestée depuis 1968. Parlé à l'origine à Paris et sa proche banlieue, il s'est répandu dans les banlieues françaises, le verlan est aujourd'hui employé dans toute la France et popularisé par certains chanteurs, comme Renaud dans Laisse béton en 1978 et surtout par de nombreux groupes de rap français, comme NTM ou Assassin, mais aussi quelques cinéastes comme Claude Zidi avec Les Ripoux en 1984. Jacques Dutronc avait utilisé du verlan en 1971 avec J'avais la vellecère qui zéfait des gueuvas (J'avais la cervelle qui faisait des vagues) ; à l'époque, la chanson passa inaperçue.
Au cours des années 1970 et 1980, le verlan est couramment parlé dans les banlieues et devient un élément d'identité de leurs habitants. La jeune génération qui se sent  marginalisée va vulgariser les blousons noirs (vêtement porté par les rockers des années 50 qui voulaient afficher une image de rébellion) et l'usage du verlan. La population maghrébine immigrée et leurs enfants, présents en plus forte proportion dans les banlieues, ont marqué le verlan d'arabisme en élidant préférentiellement les voyelles, qui sont peu présentes en arabe, langue sémitique, comparativement aux langues latines comme le français ou l'italien. Ainsi femme est devenu meuf; flic, keuf; arabe, beur puis rebeu qui marque bien ce phénomène de disparition des voyelles remplacées par des 'e'.
Le début des années 1990, marqué par l'émergence du mouvement hip-hop, représente le début d'une réintroduction massive du verlan dans le langage parlé en France et surtout au sein des nouvelles générations. L'essor du rap a contribué à la dissémination du verlan dans la population française.
Le verlan a permis aux amateurs de rap et aux rappeurs à la fois de se démarquer par leurs différences culturelles et sociales et d'apporter une nouvelle identité plus marginale. Les textes rappés sont parfois des laboratoires du verlan : ils sont basés davantage sur le rythme et le ton que sur les harmonies, les allitérations sont omniprésentes, ce qui pousse les rappeurs à inventer au besoin des mots ou de populariser des mots en verlan encore peu connus.
Au delà de l'univers du rap le verlan s'immisce dans les textes des chanteurs de pop culture française. On peut noter le titre de Patrick Sébastien "Pipo le iench".
Des groupes comme NTM, Sages Poètes de la rue ou encore Ministère A.M.E.R., précurseurs de la scène rap française, sont les principaux acteurs du retour du verlan dans le pays[réf. nécessaire]. Leurs contributions ont porté autant sur les néologismes verlanisés que sur le rétablissement d'anciens termes déjà utilisés.
En 2004, un certain verlan (essentiellement constitué d'un vocabulaire) a fini par être plus ou moins compris et utilisé par toutes les couches de la société, ce qui en fait un langage en cours de démocratisation loin de son image plutôt marginale initiale. Toutefois, il existe quelques poches géographiques dans lesquelles un verlan très "pur"/"dur" est utilisé quotidiennement. Un tel langage associé à un accent particulier est assurément incompréhensible au non initié et remplit ainsi la fonction première d'un argot : ne pas être compris des non initiés ,. Le verlan est ainsi un langage social, utilisé principalement pour exprimer une identité métissée des jeunes de banlieues .
Le développement des nouveaux moyens de communication, le SMS en tête, a rendu pratique le verlan, notamment en raison du caractère raccourci des formes verlanisées bien plus rapides à taper sur des claviers que leurs équivalents dans le français standard. Cela a conduit des représentants de couches sociales moyennes et élevées, grands consommateurs de ces nouveaux outils personnels de communication, à utiliser le verlan et à le comprendre.

## Formation d'un mot de verlan

### Les étapes de la formation
La formation d'un mot en verlan, comme elle se passe au niveau de la syllabe, est essentiellement phonétique. Le verlan étant une langue orale, on peut trouver de nombreuses exceptions. Néanmoins, la grande majorité des formations se décompose en quatre opérations :
- ajout ou suppression de la dernière voyelle ;
- découpage du mot ;
- inversion ;
- troncation ou élision de la dernière syllabe du néologisme formé.

Seule la troisième opération (inversion) est présente dans tous les mots de verlan. Elle est caractéristique de cet argot.
Toutefois, certains linguistes trouvent qu’exprimer le verlan comme une simple inversion de syllabes pose un problème. En effet, les mots mono- ou trisyllabiques subissent des traitements additionnels.
Le mot idéal pour le verlan est un mot dissyllabique composé d’une suite de consonnes et de voyelles : C1V1C2V2 (ex. cité). C’est C2 qui est généralement prise comme point de départ pour l’inversion, ce qui donne : C2V2C1V1 (ex: téci).

#### Ajout ou suppression de la dernière voyelle
Sur certains mots, on peut considérer qu'un -e muet (ou schwa) a été ajouté ou bien que la dernière voyelle a été soustraite avant de commencer le processus. C'est loin d'être systématique, mais on peut constater la tendance d'une transformation des mots mono- et trisyllabiques en des mots dissyllabiques (préférés pour la formation des mots verlan).
ex. : cher → chèreu. défoncé→défonc'. bled→blèdeu. flic→flikeu. rigoler→ rigol'. énervé → 'nervé (cas particulier, élision de la première voyelle).

#### Découpage
Le mot ou expression est découpé en deux parties. Pour les mots dissyllabiques (ex. cité), c’est C2 qui est prise comme point de départ pour l’inversion. Dans le cas d’un mot monosyllabique auquel on ne peut ajouter de voyelle (la position C2V2 est donc vide), C1 et V1 se séparent et l’inversion se fait à partir de V1 (ex. ch-ien → ien-ch). Enfin, pour les mots trisyllabiques (ex. cigarette) qui ne peuvent pas être réduits en dissyllabiques (assez rares puisque le vocabulaire de base est argotique et réduit déjà les mots trisyllabiques), c’est toujours C2 qui est prise comme point de départ. Ainsi la forme verlanisée trisyllabique donnera : C2V2C3V3C1V1 (ex. ci-garette → garette-ci).
ex. : chè-reu, dé-fonc', blé-de, fli-keu, ri-gol', nère-vé. Et d'autres : ci-garette, vas-y, fa-meux, ç-a, ri-che, mor-ceau.

#### Inversion
Une fois le mot découpé, on intervertit les deux parties. Cette inversion caractérise le verlan, en ce sens qu'elle est présente dans toute construction d'un mot de verlan, et qu'un mot formé au moyen de cette inversion est un mot de verlan.
ex. : reu-chè, fonce-dé, de-blé, keu-fli, gole-ri, vé-nère, garette-ci, s'y-va, meux-fa, a-ç, che-ri, ceau-mor.

#### Troncation du mot
Pour des raisons de prononciation, on peut retrancher la voyelle finale du mot, ou même parfois la changer (mais le cas "garette-ci→ garo" ne semble pas spécifique au verlan mais plutôt analogue à des diminutifs comme "apéritif→apéro" par exemple). Le terme "garo" peut également venir de l'arabe dialectal "garro" signifiant cigarette.
ex. : reuché → reuche/reuch, keufli → keuf, meufa → meuf.

### Exemples
Le tableau ci-dessous récapitule et donne des exemples d'une telle formation (la case est laissée en blanc lorsque la modification ne s'applique pas au mot)
| mot initial             | Modif. dern. voyelle    | Découpage      | Inversion   | Troncation                                                              |
| ----------------------- | ----------------------- | -------------- | ----------- | ----------------------------------------------------------------------- |
| américain               | ricain (par aphérèse)   | ri-cain        | cain-ri     | cainri [kɛ̃.ʁi]                                                          |
| Arabe                   | rabe (suppr. 1re syl.)  | ra-beu         | beu-ra      | beur,, rebeu (qui est le verlan de beur, reverlanisation)               |
| Arabes                  | (les) z'arabes          | za-rab         | rab-za      | rabza (qui a donné également "rabzouz" et "rabz")                       |
| argent                  |                         |                |             | genhar/janhar                                                           |
| baltringue              |                         |                | tring-bal   | tringuebal                                                              |
| barbe                   |                         | bar-be         | be-bar      | beubar                                                                  |
| barrette                |                         |                | rette-ba    | retteba/retba                                                           |
| bête                    |                         | bê-te          | teu-bé      | teubé, tebé                                                             |
| bien                    |                         | b-ien          | ien-b       | ienb                                                                    |
| bite                    |                         | bi-teu         | teu-bi      | teub', teubi, teub, beuteu (qui est le verlan de teub, reverlanisation) |
| bizarre                 |                         | bi-zar         | zar-bi      | zarb, zarbe, zarbi,                                                     |
| bloqué                  |                         | blo-qué        | ké-blo      | kéblo                                                                   |
| bouger                  |                         | bou-gé         | gé-bou      | gébou                                                                   |
| bourré                  |                         | bou-rré        | ré-bou      | rébou, rébs                                                             |
| bouteille               |                         | bou-teille     | teille-bou  | teille                                                                  |
| ça                      |                         |                | a-ç         | ass                                                                     |
| calibre (arme de poing) |                         | ca-li-bre      | bre-li-ca   | brelique (ou brelic, brolic, brolique)                                  |
| chat                    |                         |                |             | ach'                                                                    |
| chatte                  |                         | cha-te         | te-cha      | teuch', teucha                                                          |
| chère                   |                         | chè-re         | reu-che     | reuch'                                                                  |
| chinois                 |                         | chi-nois       | noi-chi     | noiche                                                                  |
| choper                  |                         | cho-pé         | pé-cho      | pécho                                                                   |
| cigarette               |                         | ci-garette     | garette-ci  | garetteci, garette (ou garo)                                            |
| cité                    |                         | ci-té          | té-ci       | téci, tess                                                              |
| chien                   |                         | chi-en         | ien-ch      | iench'                                                                  |
| chienne                 |                         | chi-enne       | ienne-che   | nechié                                                                  |
| clochard                |                         | clo-chard      | chard-clo   | charclo                                                                 |
| copine                  |                         | co-pine        | pine-co     | pineco,                                                                 |
| couchette               |                         | cou-chette     | chettecou   | chettecou, chetcou                                                      |
| déchiré                 |                         | dé-chiré       | chire-dé    | chiredé (ou chiré)                                                      |
| défoncé                 |                         |                | foncé-dé    | fonc'dé                                                                 |
| disco                   |                         | di-sco         | scodi       | scod'                                                                   |
| discret                 |                         | di-scré        | scrédi      | scréd'                                                                  |
| disque                  |                         | di-sque        | sque-di     | skeud                                                                   |
| doigt                   |                         | d-wa           | wa-d        | wad                                                                     |
| drogue                  |                         | dro-gue        | gue-dro     | guedro                                                                  |
| énervé                  | nervé (suppr.1ère syl.) | ner-vé         |             | vénère, véner                                                           |
| famille                 | famille, fami           | fa-mille       | mille-fa    | millefa, mifa (ou mif')                                                 |
| femme                   | femme                   | fa-mme [fam]   | meu-fa      | meuf,                                                                   |
| fait                    |                         |                |             | aif (utilisé uniquement à l'oral pour l'expression "vite aif")          |
| fesse                   |                         | fe-sseuh       | seuh-fe     | seuf                                                                    |
| fête                    |                         | fê-teu         | teu-fé      | teuf                                                                    |
| flic                    | flikeuh                 | fli-keuh       | keuh-fli    | keuf,                                                                   |
| (à) fond                |                         | f-on-d         | d-on-f      | (à) donf                                                                |
| fou                     |                         |                |             | ouf                                                                     |
| français                |                         |                | cé-fran     | céfran                                                                  |
| frère                   |                         |                | reu-frè     | reuf'                                                                   |
| fumer                   |                         |                | mé-fu       | méfu                                                                    |
| futur                   |                         | fu-tur         | tur-fu      | turfu                                                                   |
| gare                    |                         |                | re-ga       | rega                                                                    |
| gentil                  |                         |                | ti-gen      | tigen                                                                   |
| gerber                  | gerbe                   | ger-be         | be-ger      | beuj                                                                    |
| gramme                  |                         | gra-meu        | meu-gra     | meuge                                                                   |
| herbe                   | herbeuh                 | her-beuh       | beuh-er     | beuh                                                                    |
| jambe                   | jambeu                  | jam-beu        | beu-jan     | beuj                                                                    |
| jeune                   |                         |                | neu-jeu     | neujeu                                                                  |
| joint                   |                         | j-oint         | oint-j      | oinj' ou oinche                                                         |
| juif                    | juifeu                  | jui-feu        | feu-jui     | feuj                                                                    |
| louche                  | loucheu                 |                |             | chelou                                                                  |
| lourd                   |                         |                | re-lou      | relou,                                                                  |
| maison                  |                         | mai-zon        | zon-mai     | zonmai (ou zonz')                                                       |
| manger                  |                         |                | gé-man      | géman                                                                   |
| marteau                 |                         |                | teau-mar    | [réf. nécessaire]                                                       |
| mater                   |                         |                | té-ma       | téma                                                                    |
| mec                     |                         |                | keu-mê      | keum', keum, keumé                                                      |
| méchant                 |                         |                | chan-mé     | chanmé                                                                  |
| merci                   |                         |                | ci-mer      | cimer, cimère                                                           |
| mère                    |                         | mè-re          | re-mè       | reum,                                                                   |
| métisse                 |                         | mé-tisse       | tis-mé      | tismé                                                                   |
| métro                   |                         | mé-tro         | tro-mé      | tromé, trom'                                                            |
| meuf (verlan)           |                         |                | fe-meu      | femeu (ou feum), feumeu (verlan de meuf, reverlanisation)               |
| millions                |                         |                | lions-mi    | lions-mi                                                                |
| moche                   |                         |                |             | cheum                                                                   |
| moi                     |                         | m-oua          | oua-m       | oim                                                                     |
| musique                 |                         | mu-sique       | sique-mu    | zicmu                                                                   |
| n'importe quoi          | nimport' quoi           | nin-port' k-oi | portnin oik | portnawak, (ou nawak seul)                                              |
| niquer                  |                         | ni-quer        | ké-ni       | kénn'                                                                   |
| noir                    |                         |                | re-noi      | renoi                                                                   |
| pardon                  |                         |                | don-par     | [réf. nécessaire]                                                       |
| pas                     |                         |                |             | ap                                                                      |
| pédale                  |                         |                | dale-pé     | dalpé                                                                   |
| pénis                   |                         |                | nisse-pé    | nispé                                                                   |
| père                    |                         |                | reu-pè      | reup'                                                                   |
| pétard                  |                         |                | tar-pé      | tarpé ou pet'                                                           |
| pétasse                 |                         |                | tass-pé     | tasspé (ou tass')                                                       |
| pied                    |                         |                |             | ièp                                                                     |
| pisser                  |                         | pi-sser        | sser-pi     | sep                                                                     |
| petit                   |                         |                | ti-peu      | tipeu                                                                   |
| pitié                   |                         |                |             | tiep                                                                    |
| poil                    |                         | p-oil          | oil-p       | oilpé, oilp                                                             |
| possible                |                         | po-ssi-ble     | ble-ssi-po  | blessipo                                                                |
| pourri                  |                         |                | ri-pou      | ripou                                                                   |
| putain                  |                         |                | tain-pu     | tainp'                                                                  |
| pute                    |                         |                | te-pu       | teupu                                                                   |
| racaille                |                         |                |             | caillera (ou "caille")                                                  |
| rap                     | rapeu                   | ra-peu         |             | peura                                                                   |
| rigole                  |                         |                | gole-ri     | goleri                                                                  |
| sec (maigre)            | sèkeu                   | sè-keu         | keu-sè      | keuss, keussé, keusse                                                   |
| sein                    |                         |                |             | einss' (ou yeinss)                                                      |
| Sénégalais              | sénégal-                | séné-gal       | gal-séné    | galsen                                                                  |
| shit                    |                         |                | teu-chi     | teuchi (ou teuch')                                                      |
| sœur                    |                         |                | reu-sse     | reuss'                                                                  |
| speed (anglicisme)      |                         |                | deu-spi     | deuspi                                                                  |
| toi                     |                         | t-oua          | oua-t       | oit                                                                     |
| tête                    |                         |                |             | teuté                                                                   |
| tomber                  |                         |                | bé-tom      | béton                                                                   |
| toubab                  |                         |                |             | babtou                                                                  |
| truc                    | trukeuh                 | trukeuh        | keuh-tru    | keutru, keut                                                            |
| vas-y                   |                         |                | zy-va       | zyva                                                                    |
| voiture                 |                         |                | tur-voi     | turvoi                                                                  |

Le tableau ci-dessous est le même que ci-dessus, mais mis dans l'ordre alphabétique de la traduction française, pour l’usage des non-initiés qui rencontreraient un mot " zarb' ". Les " * " indiquent les exemples de double renversement. On trouvera les intermédiaires de formation sur le tableau ci-dessus.
| Verlan           | Courant        |  | Verlan         | Courant    |  | Verlan          | Courant    |  | Verlan    | Courant        |
| ap               | pas            |  | ass            | ça         |  | babtou          | toubab     |  | beubar    | barbe          |
| beuh             | herbe          |  | beur           | arabe      |  | brelic, brolic  | calibre    |  | béton     | tomber         |
| caillera, caille | racaille       |  | chanmé         | méchant    |  | chelou          | louche     |  | cheum     | moche          |
| chiredé, chiré   | déchiré        |  | cimer          | merci      |  | céfran          | français   |  | dalpé     | pédale         |
| deuspi           | speed          |  | à téco         | à côté     |  | enlécu, enlèk'  | enculé, er |  | femeu     | meuf*          |
| feuj             | Juif           |  | galsen         | Sénégalais |  | garetteci, garo | cigarette  |  | genhar    | argent         |
| goleri           | rigole         |  | géman          | manger     |  | keuf            | flic       |  | keum'     | mec            |
| keuss            | sec            |  | keutru         | truc       |  | kéblo           | bloqué     |  | kénn'     | niquer         |
| meuf             | femme          |  | mifa, mif'     | famille    |  | méfu            | fumer      |  | nawak     | n'importe quoi |
| neujeu           | jeune          |  | noiche         | chinois    |  | oilpé           | poil       |  | oinj'     | joint          |
| ouam             | moi            |  | ouf            | fou        |  | peura           | rap        |  | pineco    | copine         |
| port'nawak       | n'importe quoi |  | pécho          | choper     |  | rabza, rabzouz  | Arabes     |  | rebeu     | beur*          |
| rega             | gare           |  | relou          | lourd      |  | renoi           | noir       |  | retteba   | barrette       |
| reuch'           | chère          |  | reuf'          | frère      |  | reup'           | père       |  | reuss'    | sœur           |
| cainri           | Américain      |  | ripou          | pourri     |  | scréd'          | discret    |  | tainp'    | putain         |
| tasspé, tass'    | pétasse        |  | teille         | bouteille  |  | tess'           | cité       |  | teubê     | bête           |
| teuch'           | chatte         |  | teuchi, teuch' | shit       |  | teuf'           | fête       |  | teupu     | pute           |
| teuté            | tête           |  | tigen          | gentil     |  | tipeu           | petit      |  | tismé     | métisse        |
| trom             | métro          |  | téma           | mater      |  | turvoi          | voiture    |  | vénère    | énervé         |
| einss            | sein           |  | zarb'/ zarbi   | bizarre    |  | zonmai          | maison     |  | zyva      | vas-y          |
| deblé            | blédard        |  | ouat           | toi        |  | taras           | rasta      |  | teillebou | bouteille      |

### Application à des expressions
Le procédé décrit ci-dessus peut s'appliquer non seulement à des mots, mais aussi à des expressions. Ainsi, "comme-ça" peut se traduire par "ça-comme" en verlan. De même pour "ce-soir" qui donne "soirce".

### Double verlan
Parfois, l'usage fait apparaître des mots qui sont le verlan d'un verlan. On appelle parfois cette construction un double verlan ou encore veul (1). Exemple :
- reubeu ou rebeu = beur = "Arabe". On retrouve l'ordre des consonnes du mot d'origine, mais les voyelles ont été modifiées. L'autre usage pour "Arabe" étant "rabza". Féminisé, "rebeu" devient "rebeuze" (équivalent de beurette).
- feumeu = meuf = "femme"

Un autre procédé de verlan au second degré est apparu, plus rare mais attesté en milieu carcéral/ marginal comme procédé de cryptage[réf. nécessaire], construction insérant entre les deux itérations de verlan décrites ci-dessus un troisième terme de nature sémantique (synonyme ou équivalence). Exemple:
- T'es vietso = t'es soviet = t'es russe = t'es sûr...

Quelques précisions :
(1) L'idée que le veul est issu du "double verlan" n'est pas systématique car il s'avère que celui-ci serait plus, en réalité, un "verlan réduit".

Quelques exemples : Femme donne en verlan "meufa" (fa-me → me-fa) et en veul, "meuf" (suppression du A final du verlan meufa) -- Problème donne en verlan "blèmepro" (pro-blème → blème-pro) et en veul, "blème" (suppression du pro final)...

### Cas particulier
- nez = zen

Le mot nez ne se verlanise pas sur la base de sa forme phonologique mais sur la base de sa forme orthographique.
- asmeuk = ça comme = "comme ça"

Ex. : "C'est asmeuk mon lauss, c'est asmeuk yo !", Sté Strausz, du morceau C'est La Même Histoire (c'est asmeuk) sur La Haine, musiques inspirées du film.
On remarque que l'expression "comme ça" a été inversée" ⇒ "ça comme". Chaque mot composant cette expression a été mis en verlan séparément, d'une part, puis l'ordre même des mots inversé: "ça" ⇒ "ass" et "comme" ⇒ "meuk" pour former la locution "asmeuk". Ce type de transformation, assez rare, atteste toutefois de la souplesse (plusieurs formes de verlan sont possibles pour un même mot ou une même expression : dans le cas présent les formes 'ça comme' ou surtout 'comme ass' sont largement attestées) et surtout de la force encore très présente de ce type d'argot, constamment en évolution, faisant apparaître de nouvelles formes selon des contraintes qui ne sont pas toujours celles des règles formelles de dérivation (puisqu'elles-mêmes évoluent, et pour cause) mais plutôt d'une empreinte ou personnalité phonétique permettant de dénoter immédiatement les sonorités verlan comme telles.
Malgré son principe de dérivation particulier, asmeuk peut être considéré comme du verlan à part entière de par ses seules consonances, très caractéristiques ; les règles de dérivation sont appliquées dans l'esprit (celui du principe d'inversion), à défaut de l'être à la lettre : le principe d'inversion des syllabes, plus élision (euphonique) de la voyelle de première syllabe en forme initiale, et prononciation caractéristique du "e" muet - en l'infixant si nécessaire - en première syllabe de la forme terminale, sont ce que d'aucuns (linguistes en tête) iront considérer comme les règles de bonne formation du verlan. En plus ce mot verlan n'est pas seulement un problème de lexique mais aussi un problème de syntaxe, comme l'ordre des mots d'une phrase est dérangé ; or, la simple utilisation du verlan exprime, comme tout argot, la mise au banc des règles, en plus, ici, de l'affirmation d'un groupe, la volonté ou le besoin de le démarquer par une langue dont l'esprit doit échapper au reste, au non initié (qui peut d'ailleurs comprendre, mais ne doit pas intégrer : on est loin d'une logique de cryptage de laquelle le verlan serait parti, qui impliquerait quant à elle des règles). Le véritable verlan serait donc, comme dans cet exemple, celui qui innove, et qui s'oppose aux formes, aux principes de construction attestés, passés, par exemple, dans le vocabulaire de classes desquelles les locuteurs du verlan entendent se démarquer (il n'y aurait, en somme, plus de sociolecte). À prendre une antinomie dans les termes, le "verlan correctement formé" ne peut être que celui qui se crée continuellement pour demeurer ce qu'il doit être, un vernaculaire n'obéissant qu'à lui-même (à ses consonances caractérisées, ses schémas d'inversion arabesques).
Une autre manière de voir la transformation est la décomposition en syllabes/phonèmes "co-mme - ç-a", le retournement complet "a-ç-mme-co", et l’apocope du o, donnant "açmmec" (ou "asmeuk", pour clarifier la prononciation). Noter aussi que "comme ça" peut devenir également "comme-aç" ou "commass" couramment.
Noter que ce mode de transformation ne s'applique pas à "nawak", issu d'une locution bien plus longue (4 syllabes, 8 phonèmes au moins).

## Équivalents du verlan dans d'autres langues
- Anglais : back slang (en), rhyming slang, pig latin.
- Arménien : le "sarteren" Սարթերէն (issu du verlan de "tars" թարս, qui signifie "à l'envers", et du suffixe "-eren" (երէն) employé pour les langues).
- Bosnien, croate, macédonien et serbe : šatrovački.
- Espagnol d'Argentine, de Colombie et d'Uruguay : vesre (es).
- Italien : "riocontra" est le verlan de "contrario" (contraire). En "riocontra", "tefra" signifie par exemple "frère".
- Japonais : 倒語 (tōgo, langage inversé). 女 (おんな, onna, femme) devient ナオン (naon).
- Tunisien : Guejmi.

#### Ouvrages
- (en) Natalie Lefkowitz, Talking Backwards, Looking Forwards : The French Language Game Verlan, Gunter Narr Verlag, 1991, 158 p. (ISBN 978-3-8233-4073-7, lire en ligne).
- (es) Piotr Sorbet, Panorama del vesre hispánico, UMCS, 2021,  (ISBN 978-83-227-9481-4).

#### Articles
- Christian Bachmann et Luc Basier, « Le verlan : argot d'école ou langue des Keums ? », Mots. Les langages du politique, no 8 « Numéro spécial. L'Autre, l'Etranger, présence et exclusion dans le discours »,‎ 1984, p. 169-187 (lire en ligne, consulté le 3 février 2023).